# Petrovice I
Petrovice I (německy Petrowitz I) jsou obec v okrese Kutná Hora ve Středočeském kraji. Leží asi osmnáct kilometrů jižně od Kutné Hory a třináct kilometrů jihozápadně od Čáslavi. Žije v ní 311 obyvatel.

## Historie
První písemná zmínka o obci pochází z roku 1352.

## Obyvatelstvo
| Rok            | 1869 | 1880 | 1890 | 1900 | 1910 | 1921 | 1930 | 1950 | 1961 | 1970 | 1980 | 1991 | 2001 | 2011 | 2021 |
| -------------- | ---- | ---- | ---- | ---- | ---- | ---- | ---- | ---- | ---- | ---- | ---- | ---- | ---- | ---- | ---- |
| Počet obyvatel | 944  | 942  | 870  | 792  | 734  | 745  | 702  | 495  | 477  | 409  | 391  | 318  | 306  | 309  | 293  |
| Počet domů     | 125  | 134  | 138  | 132  | 128  | 130  | 132  | 138  | 136  | 124  | 114  | 126  | 155  | 158  | 159  |

## Obecní správa

### Územněsprávní začlenění
Dějiny územněsprávního začleňování zahrnují období od roku 1850 do současnosti. V chronologickém přehledu je uvedena územně administrativní příslušnost obce v roce, kdy ke změně došlo:
- 1850 země česká, kraj Pardubice, politický i soudní okres Kutná Hora[6]
- 1855 země česká, kraj Čáslav, soudní okres Kutná Hora
- 1868 země česká, politický i soudní okres Kutná Hora
- 1939 země česká, Oberlandrat Kolín, politický i soudní okres Kutná Hora[7]
- 1942 země česká, Oberlandrat Praha, politický i soudní okres Kutná Hora[8]
- 1945 země česká, správní i soudní okres Kutná Hora[9]
- 1949 Pražský kraj, okres Kutná Hora[10]
- 1960 Středočeský kraj, okres Kutná Hora
- 2003 Středočeský kraj, obec s rozšířenou působností Kutná Hora

### Části obce
- Hološiny
- Michalovice
- Petrovice I
- Senetín
- Újezdec

V letech 1961–1990 k obci patřily i Paběnice.

### Obecní symboly
Znak a vlajka byly obci uděleny rozhodnutím předsedkyně Poslanecké sněmovny Parlamentu České republiky dne 18. května 2012.

## Doprava
Dopravní síť
- Pozemní komunikace – Do obce vedou silnice III. třídy. Ve vzdálenosti čtyři kilometry lze najet na silnici II/339 Čáslav - Červené Janovice - Ledeč nad Sázavou.

- Železnice – Železniční trať ani stanice na území obce nejsou.

Veřejná doprava 2011
- Autobusová doprava – Obcí projížděly v pracovních dnech autobusové linky do Čáslavi, Červených Janovic, Kutné Hory, Ledče nad Sázavou a Zbýšova (dopravce Veolia Transport Východní Čechy). O víkendu byla obec bez dopravní obsluhy.

## Pamětihodnosti
- Kostel svatého Václava

## Galerie

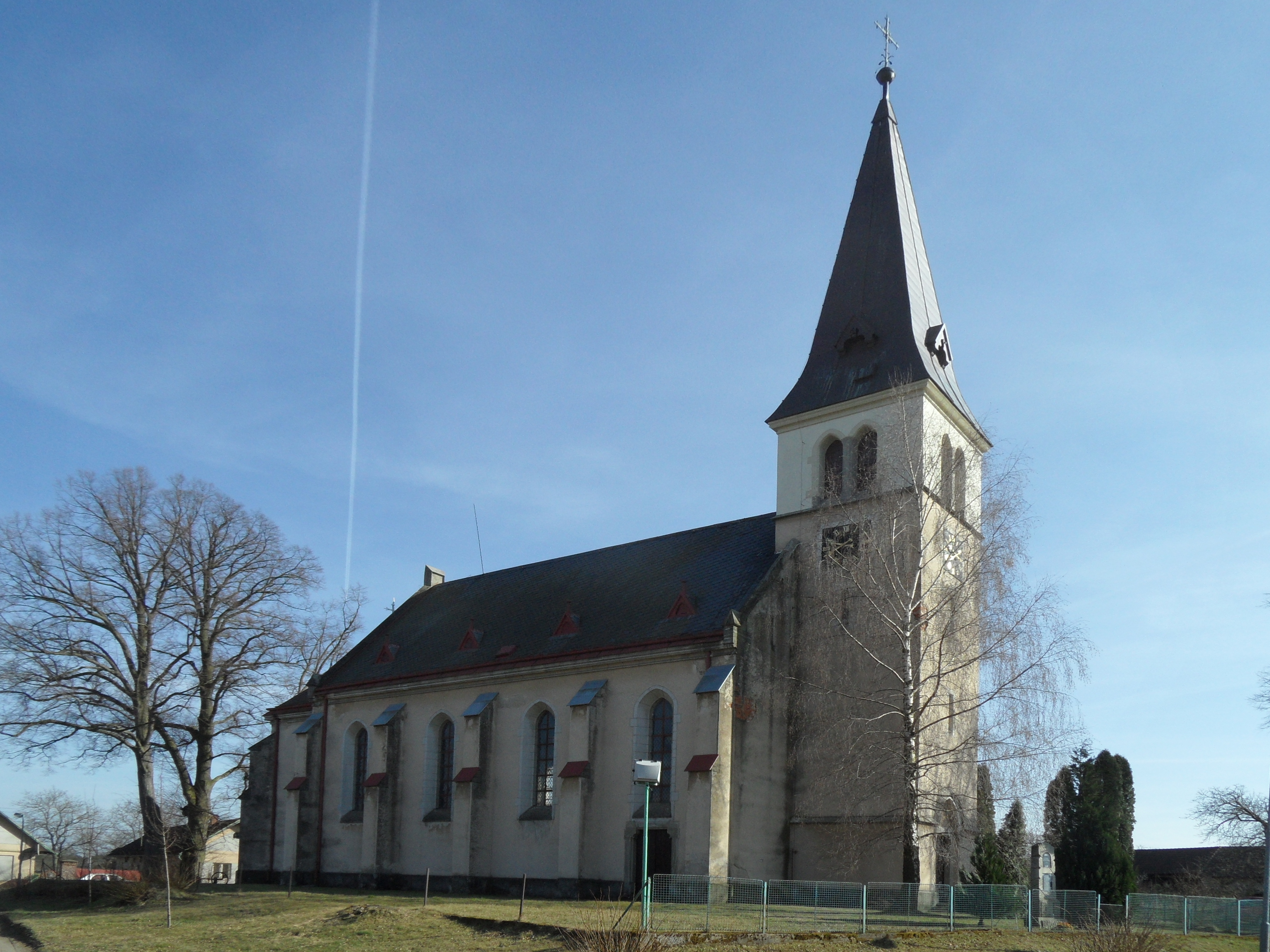
Kostel svatého Václava od severu
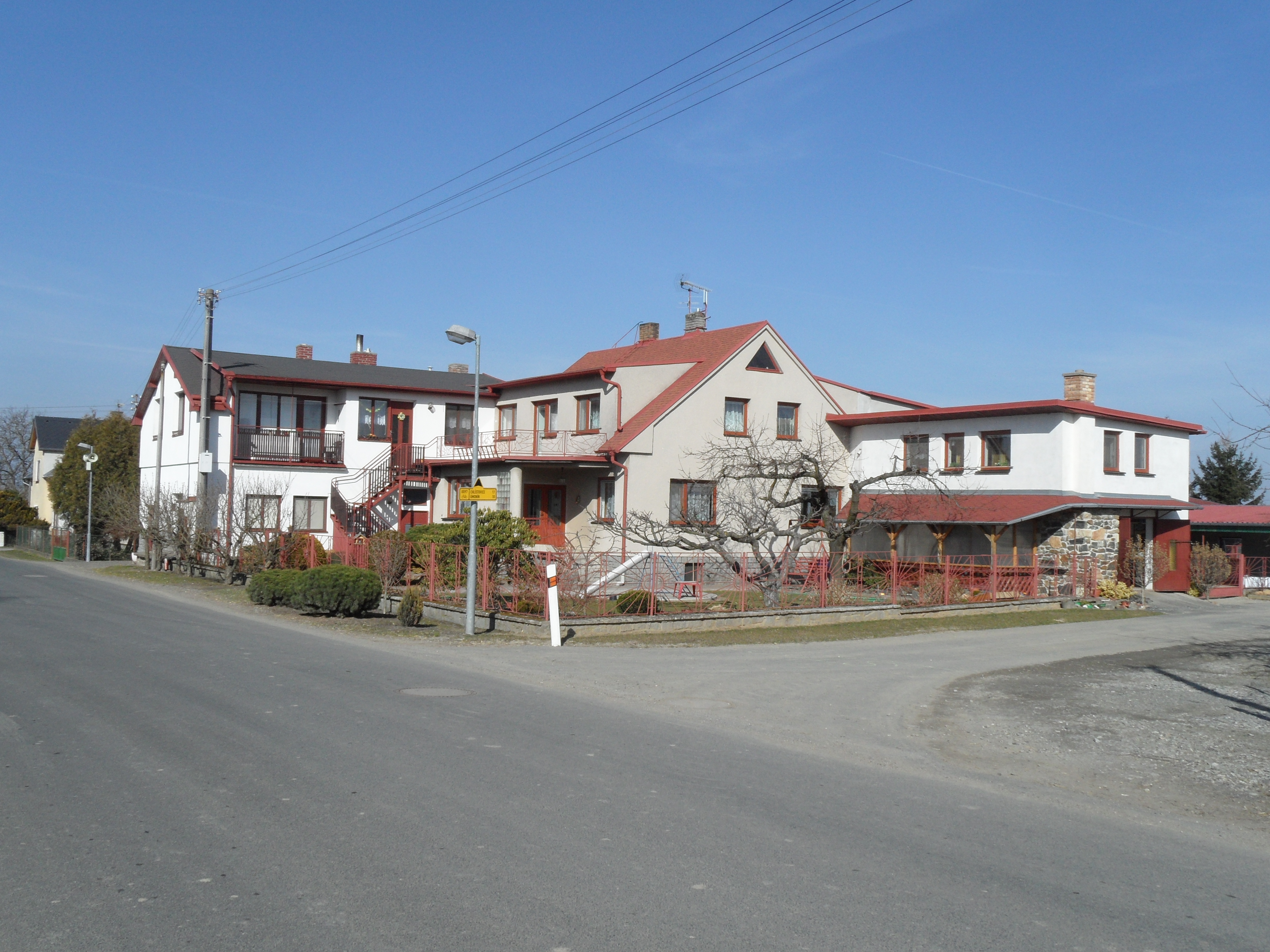
Domy u křižovatky
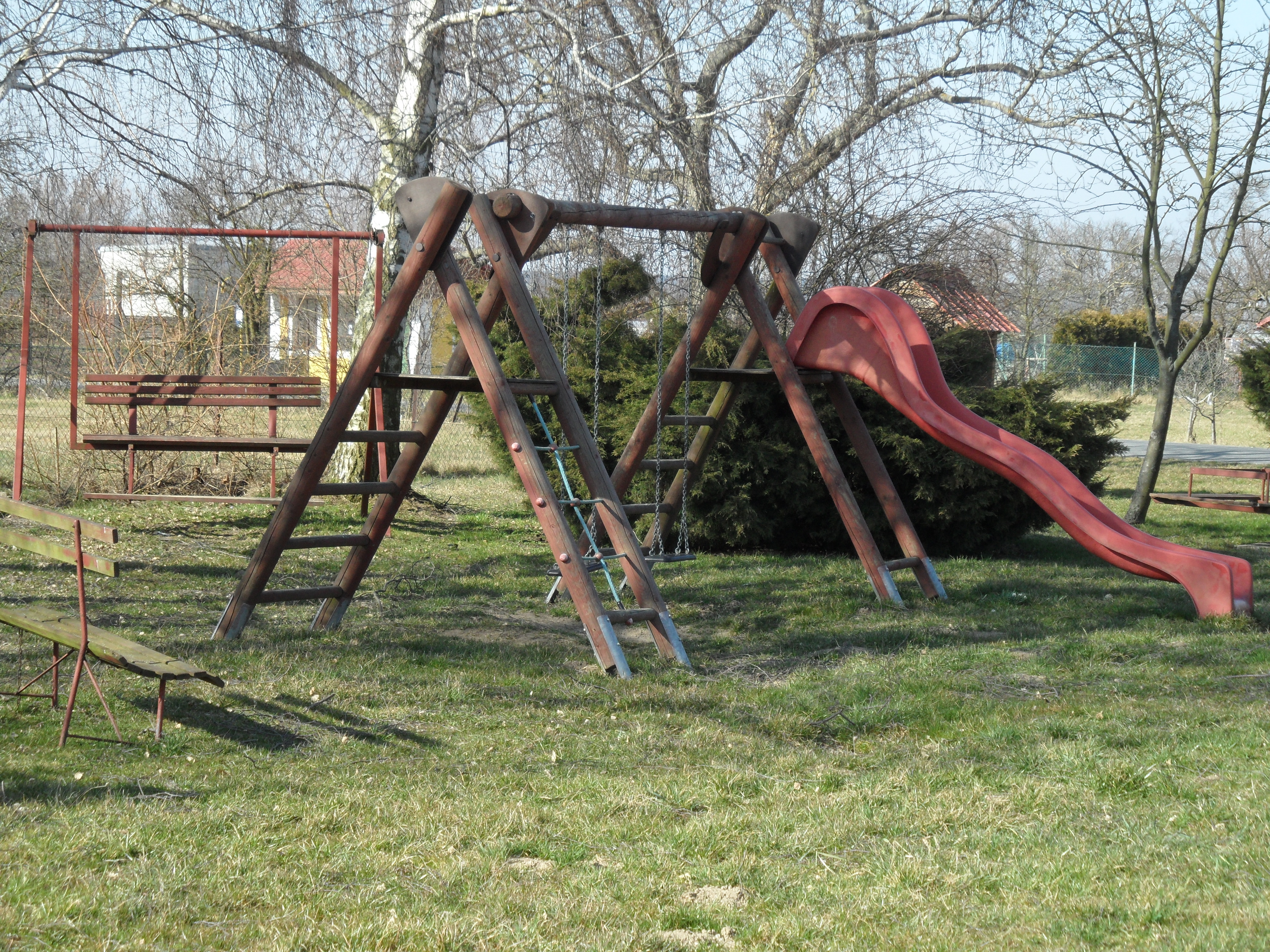
Dětské hřiště
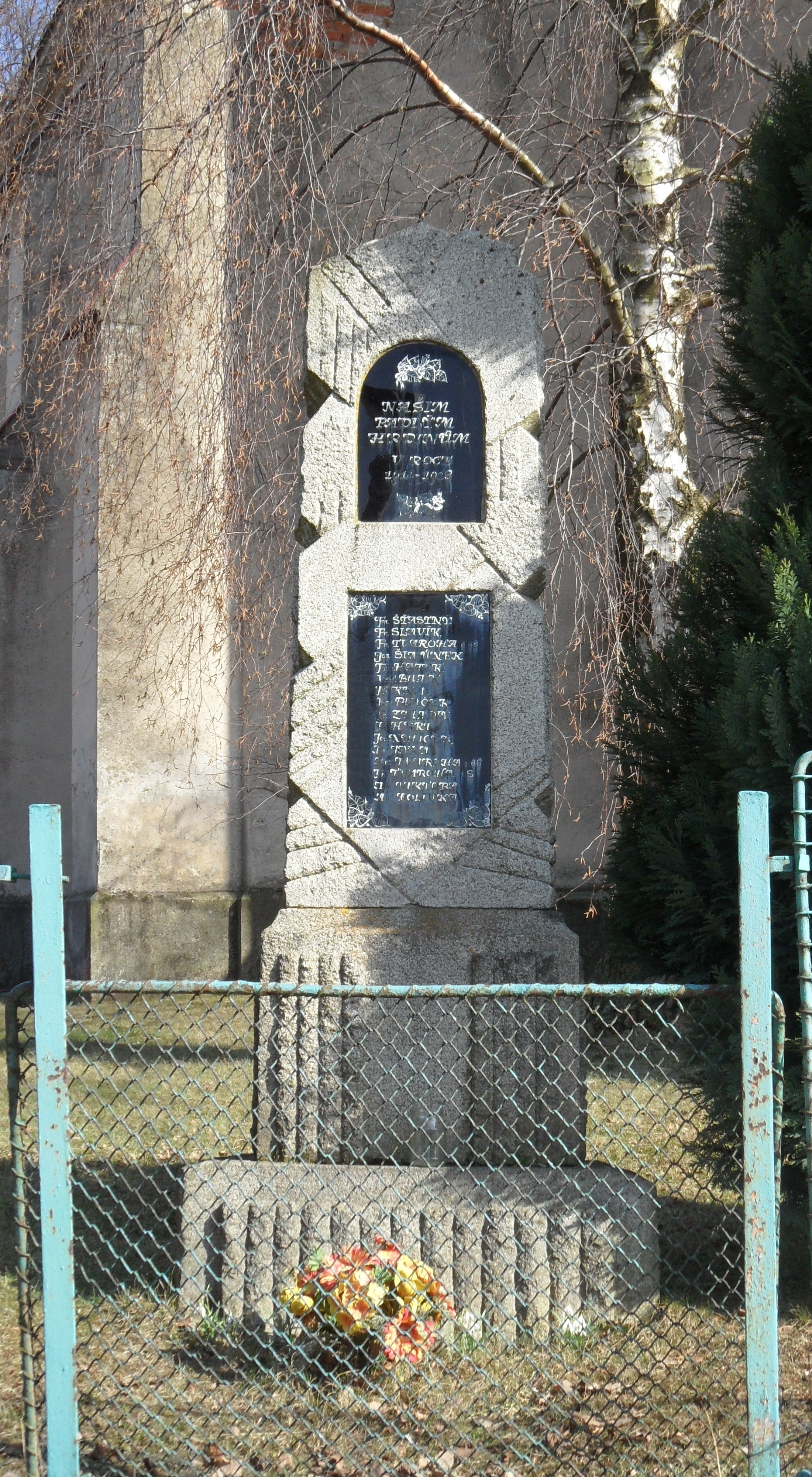
Památník obětem první světové války
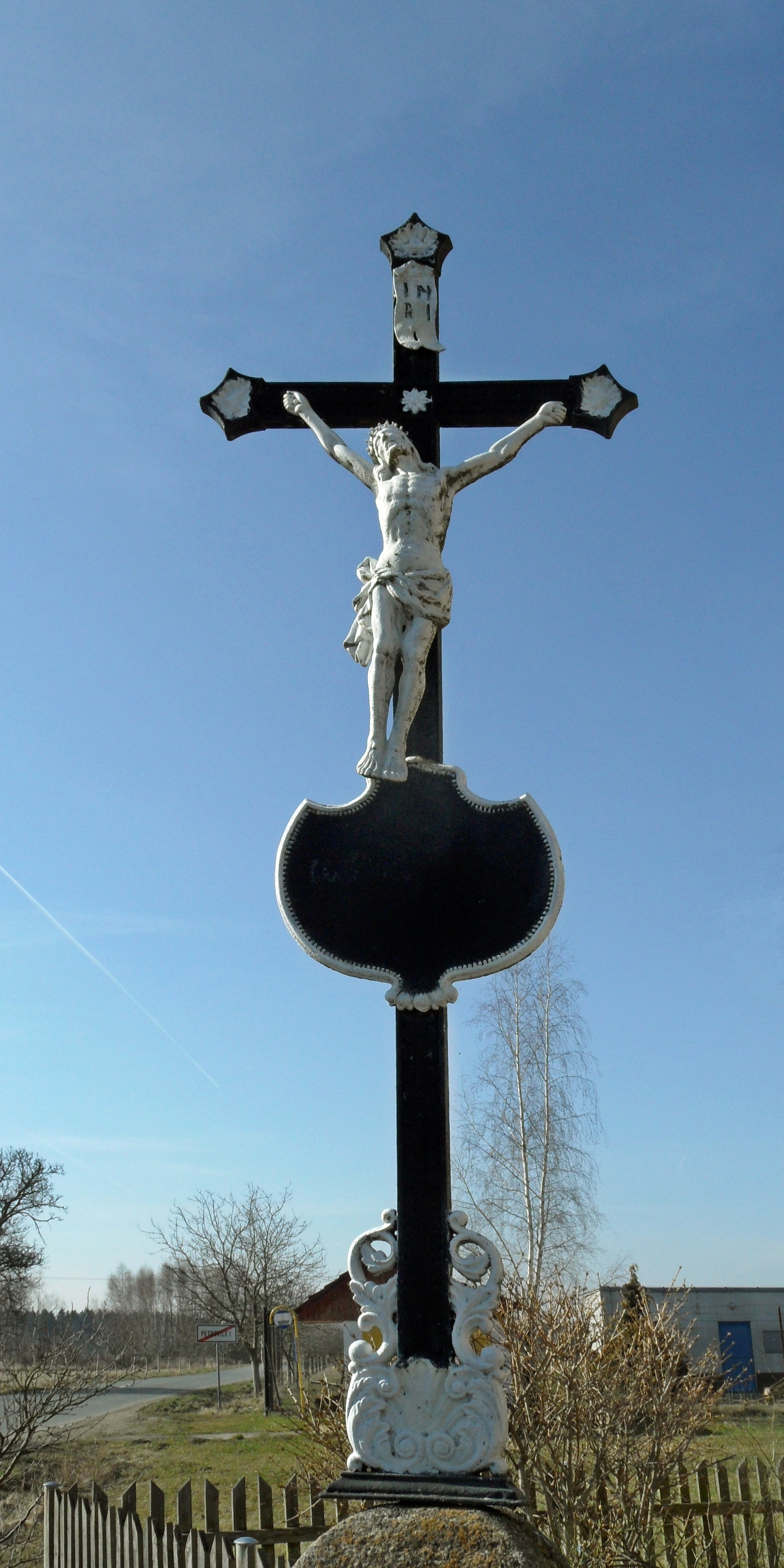
Křížek u rozcestí směr Plhov